# استجابة الحكومة الصينية لكوفيد-19
اتبعت حكومة الصين تحت إدارة شي جين بينغ إستراتيجية عدم التسامح المطلق حيال منع الانتشار المحلي لفيروس كوفيد-19 خلال جائحة كوفيد-19 في بر الصين الرئيسي. أثارت عدة جوانب من هذه الاستجابة الجدل. في حين أشيد بنهج عدم التسامح المطلق حيال كوفيد فقد انتُقد افتقار الحكومة للشفافية، فضلًا عن الرقابة المفروضة وانتشار المعلومات المضللة.
أذيع إخطار عام حول تفشي المرض بتاريخ 31 ديسمبر عام 2019، وذلك بعد اكتشاف مجموعة من المرضى المصابين بالتهاب رئوي مجهول السبب في مدينة ووهان بمقاطعة خوبي. أعلن علماء صينيون في يوم 8 يناير عام 2020 أن سبب المرض الجديد كان فيروس كورونا جديد (سارس-كوف-2). حُدد تسلسل الفيروس ورفع الجينوم الخاص به على الإنترنت.
حظرت الحكومة الصينية السفر من وإلى ووهان وفرضت حجرًا صحيًا صارمًا في المناطق المتضررة وباشرت حملة استجابة وطنية في يوم 23 يناير عام 2020. بلغت الجائحة في مقاطعة خوبي أوجها في يوم 4 فبراير عام 2020. بنيت مشافي مؤقتة كبيرة في ووهان لعزل المرضى الذين عانوا من أعراض طفيفة إلى متوسطة الشدة، وافتتح أول هذه المشافي في يوم 5 فبراير عام 2020. تركز الوباء ضمن مقاطعة خوبي ومدينة ووهان إلى حد كبير. إذ بلغت نسبة الحالات المسجلة في مقاطعة خوبي أكثر من 80% من إجمالي الحالات المسجلة في الصين حتى يوم 22 مارس عام 2020، وتعدى نصيب مدينة ووهان من مجموع الحالات المسجلة في البلاد نسبة 60%. تمكنت الصين من السيطرة على التفشي إلى حد كبير بحلول صيف عام 2020، وهو ما وضع حدًا للانتقال الجماعي الواسع للفيروس. خففت الإغلاقات وغيرها من الإجراءات التقييدية الأخرى في جميع أنحاء الصين بعد التفشي الأولي للمرض. رفع الإغلاق في ووهان بتاريخ 8 أبريل عام 2020. أدت إجراءات مكافحة الوباء في الصين إلى تخفيض عدد الوفيات الناجمة عن كوفيد-19 إلى تحت الـ5,000 وفاة.
تعد الصين من ضمن حفنة قليلة من البلدان التي اتبعت استراتيجية القضاء التام على المرض واستطاعت الإبقاء على عدد قليل أو منخفض من الحالات على المدى الطويل. جاءت معظم الحالات المسجلة في الصين من الخارج ووضعت العديد من حالات التفشي الجديدة تحت السيطرة بصورة سريعة من خلال اللجوء إلى عدد من التدابير الصحية المكثفة قصيرة الأجل ومن ضمنها إجراء الفحوصات على نطاق واسع والاستعانة بتكنولوجيا تتبع الاتصالات والعزل الإلزامي للأفراد المصابين. سجلت حالتي وفاة جراء كوفيد-19 في غضون فترة الـ18 شهر التي أعقبت احتواء التفشي الأولي للمرض في مدينة ووهان.
كانت الصين أكبر مصدِّر للمنتجات الطبية الأساسية الخاصة بكوفيد-19 خلال عام 2020 وعام 2021. وكانت الصين أكبر مصدِّر لأقنعة الوجه في العالم إذ زادت صادراتها بمعدل بلغت نسبته 600% خلال النصف الأول من عام 2020. طوِر عدد من لقاحات كوفيد-19 في الصين والتي استعملتهم في برنامجها الوطني للتلقيح ودبلوماسية اللقاح الدولية. كانت الصين أكبر مصدِّر للقاحات كوفيد-19 في العالم حتى شهر نوفمبر من عام 2021 بحصة تراكمية بلغت نحو 40% من إجمالي الصادرات العالمية (بمجموع 1.5 مليار جرعة) بحسب ما ذكرته منظمة التجارة العالمية.
لاقت استجابة الصين لتفشي كوفيد-19 الأولي في مدينة ووهان الإشادة والذم على حدٍ سواء. ذكرت دورية لانست للأمراض المعدية في شهر أكتوبر من عام 2020 أن «الصين تمكنت من السيطرة على الوباء بسرعة وفعالية، في حين كان العالم ينازع من أجل السيطرة على كوفيد-19». تعرضت الحكومة الصينية للانتقاد بسبب الرقابة المفروضة والتي عزاها المراقبون إلى ثقافة الرقابة المؤسسية التي أثرت على الصحافة والإنترنت في الصين. راقبت الحكومة كاشفي الفساد والصحفيين ومنشورات مواقع التواصل الاجتماعي التي تداولت الوباء. بذلت الحكومة الصينية جهودًا حثيثة لتضييق الخناق على المناقشات والتستر على الأخبار المنشورة حول الأمر خلال بداية الوباء، ولذلك نظر المسؤولون المحليون للأخبار بنظرة غير تفضيلية. تواصلت الجهود الرامية لتمويل وتسيير الأبحاث التي نظرت في أصول الفيروس حتى الوقت الحاضر.

## الاستجابة الأولية

### السنة الصينية الجديدة في عام 2020
أعلنت حكومة مدينة ووهان عن عدد من الإجراءات الجديدة على غرار إلغاء احتفالات السنة الصينية الجديدة بالإضافة إلى إجراءات أخرى مثل فحص درجة حرارة الركاب في محطات النقل والتي بدأ العمل بها لأول مرة في يوم 14 يناير. اتخذت إجراءات إغلاق واسعة النطاق في مقاطعة خوبي بدءًا من يوم 23 يناير عام 2020، وشملت هذه الإجراءات معظم أجزاء الصين في ما بعد. كذلك أوقف السفر من وإلى مدينة ووهان في يوم 23 يناير، وطبقت قيود على السفر في جميع أنحاء الصين. أنشأت مجموعة مكلفة بالسيطرة على جائحة كوفيد-19 والوقاية منها في يوم 26 يناير بقيادة رئيس مجلس الدولة لي كه تشيانغ. قررت المجموعة القيادية تمديد الاحتفال بعطلة مهرجان الربيع لاحتواء تفشي المرض.
بدأت سلطات الجمارك الصينية بمطالبة جميع الركاب القادمين والمغادرين للصين بملء بيان صحي إضافي بدءًا من يوم 26 يناير. جاء قانون الآفاق والحجر الصحي الصيني على ذكر استمارة البيان الصحي وأعطى الجمارك حق المطالبة بها إذا لزم الأمر. في يوم 27 يناير، أعلن المكتب العام التابع لمجلس الدولة الصيني عن تمديد عطلة رأس السنة وتأجيل الفصل الربيعي القادم في جميع أنحاء البلاد. مدد المكتب العطلة الرسمية المقررة سابقًا إلى يوم 2 فبراير بدلًا من 30 يناير، وقال إنه تقرر الإعلان عن افتتاح المدارس لفترة الفصل الربيعي في المستقبل.

### إعلان حالة الطوارئ
أعلنت رئيس هونغ كونغ التنفيذي كاري لازم حالة الطوارئ في مؤتمر صحفي أجرته في يوم 25 يناير وقالت أن الحكومة ستغلق المدارس الابتدائية والثانوية لمدة أسبوعين إضافيين، وذلك إضافةً إلى عطلة رأس السنة الجديدة المقررة سابقًا وهو ما نقل موعد إعادة فتح المدارس إلى يوم 17 فبراير. أغلقت ماكاو عددًا من المتاحف والمكتبات ومددت عطلة رأس السنة الجديدة إلى يوم 11 فبراير بالنسبة لمؤسسات التعليم العالي ويوم 10 فبراير بالنسبة للمؤسسات الأخرى.
أفادت وكالة شينخوا للأنباء في يوم 1 فبراير عام 2020 عن إيعاز النيابة الشعبية العليا الصينية للنيابات في جميع أنحاء البلاد بممارسة دورها على أكمل وجه من أجل خلق بيئة قضائية مواتية في مكافحة جائحة كوفيد-19. شمل ذلك إنزال عقوبات صارمة على أولئك الذين ثبت إدانتهم بالتقصير في أداء واجباتهم وإخفاء المعلومات عن المسؤولين المعنيين. ووضعت عقوبات أكثر صرامة في ما يتعلق بالأنشطة الإجرامية التجارية من قبيل زيادة الأسعار والاستغلال إلى جانب «إنتاج وبيع معدات وأدوية واقية مزيفة وغير مطابقة للمواصفات». كذلك حُث على اتخاذ إجراءات قضائية بحق المرضى الذين تعمدوا نشر عدوى المرض أو أحجموا عن إجراء الفحوص المطلوبة أو العزل الإجباري، وذلك فضلًا عن تهديد العاملين بالمجال الطبي باللجوء إلى العنف. كذلك تضمن البيان إلحاحًا بملاحقة أولئك الذين ثبت قيامهم باختلاق ونشر معلومات متعلقة بكوفيد-19، وشدد أيضًا حيال «إنزال عقوبات قاسية على الصيد غير المشروع لأشكال الحياة البرية الواقعة تحت حماية الدولة بالإضافة إلى تحسين إجراءات التفتيش والحجر الصحي للأغذية الطازجة ومنتجات اللحوم».